# Eschentzwiller
Eschentzwiller je občina v departmaju Haut-Rhin francoske regije Alzacija.
Leta 1990 je v občini živelo 1 116 oseb oz. 350 oseb/km².